# Marin Marais
Marin Marais född 31 maj 1656 i Paris i Frankrike, död 15 augusti 1728 i Paris, var en fransk kompositör och gambaist. 

## Biografi
Marais studerade komposition hos Jean-Baptiste Lully och skrev operor och i synnerhet musik för viola da gamba och anses oöverträffad som gambaist. Han anställdes som musiker vid det kungliga hovet i Versailles 1676 och lyckades bra som hovmusiker, varför han 1679 utsågs till ordinaire de la chambre du roy pour la Viole, en titel han behöll fram till 1725.
Romanen All världens morgnar (Tous les matins du monde) från 1991 handlar om Marais. Filmatiseringen från samma år innehåller mycket av hans musik.

## Eftermäle
Asteroiden 12363 Marinmarais är uppkallad efter honom.

### Allmänna källor
- Bra Böckers lexikon, 1977